# Đại học Khoa học Malaysia
Đại học Khoa học Malaysia (tiếng Mã Lai: Universiti Sains Malaysia; (tên tiếng Hoa: 马来西亚理科大学, 理大) là một trường đại học công lập có cơ sở chính tại Penang, Malaysia. Có hai cơ sở khác, một ở Penang và một ở duyên hải phía Đông của Bán đảo Mã Lai ở Kelantan. Với khoảng 35.000 sinh viên năm 2005, đại học này là trường đại học lớn nhất Malaysia về số lượng sinh viên theo học ở Malaysia.
Đại học Khoa học Malaysia là một trong ba trường đại học ở Malaysia được xác định là trường đại học mạnh nghiên cứu và đang hướng tới thành một trường đẳng cấp thế giới tham gia vào các chương trình nghiên cứu lớn của thế giới thông qua việc lên kế hoạch và thực hiện cơ chế nghiên cứu và phát triển. Năm 2005, trường có 35.000 sinh viên, trong đó có 28.000 sinh viên đại học. Số lượng giảng viên 1800 người.

## Lịch sử
Đại học Sains Malaysia là đại học thứ hai được thành lập tại Malaysia vào năm 1969 với tên gọi Đại học Pulau Pinang. Vào lúc đó, trường hoạt động tại Bukit Gelugor, Penang. Năm 1971, cơ sở chuyển đến địa điểm hiện nay có diện tích 239,4 hectare vốn là một doanh trại quân sự trước đây.
Đại học được giao nhiệm vụ cung cấp và phát triển giáo dục đại học trong các lĩnh vực khoa học lý thuyết, khoa học ứng dụng, khoa học dược, khoa học và công nghệ xây dựng, khoa học xã hội, nhân văn và nghiên cứu các lĩnh vực đó.